# Mpstat
mpstat - команда Unix-подібних операційних систем для отримання статистики пов’язаної з процесором.

## Опис
Команда mpstat виводить в стандатний вивід активності кожного процесора.
Команду можна використовувати як на SMP так і UP машинха, але в останньому випадку будуть виводитись тільки середні глобально активності.

## Використання
```
$ mpstat <інтервал> <кількість>

```

Інтервал - це час в секундах між виводом кожного рядка статистики.
Кількість - це число бажаних рядків.
Перший рядок виводу mpstat (як і в iostat, vmstat, і т.п.) містить середні значення з часу завантаження системи. Наступні рядки показують поточні значення.

## Приклади
Приклад виводу під Linux:
```
$ mpstat
Linux 2.4.21-32.ELsmp (linux00)        07/04/07

10:26:54     CPU   %user   %nice %system %iowait    %irq   %soft   %idle    intr/s
10:26:54     all    0.07    0.00    0.16    8.48    0.00    0.09   91.18    165.49

```

під Solaris 11
```
$ mpstat
CPU minf mjf xcal  intr ithr  csw icsw migr smtx  srw syscl  usr sys  wt idl
  0    0   0    0   329  121  169    6    0    0    0   406    0   1   0  98

```

під AIX 6
```
$ mpstat 1 1

System configuration: lcpu=8 ent=1.0 mode=Uncapped

cpu  min  maj  mpc  int   cs  ics   rq  mig lpa sysc us sy wa id   pc  %ec  lcs
  0    8    0    0  182  336  102    0    0 100 1434 38 51  0 12 0.02  1.8  185
  1    0    0    0   11    5    5    0    0   -    0  0 19  0 81 0.00  0.1   12
  2    0    0    0    1    0    0    0    0   -    0  0 42  0 58 0.00  0.0    0
  3    0    0    0    1    0    0    0    0   -    0  0 43  0 57 0.00  0.0    0
  4    0    0    0    1    0    0    0    0   -    0  0 45  0 55 0.00  0.0    0
  5    0    0    0    1    0    0    0    0   -    0  0 44  0 56 0.00  0.0    0
  6    0    0    0    1    0    0    0    0   -    0  0  2  0 98 0.00  0.0    0
  7    0    0    0   53    5    5    0    0   -    0  0 66  0 34 0.00  0.2   54
  U    -    -    -    -    -    -    -    -   -    -  -  -  0 99 0.99 99.0    -
ALL    8    0    0  251  346  112    0    0 100 1434  0  0  0 99 0.02  2.0  251

```